# Александровка (Унечский район)
Александровка — поселок в Унечском районе Брянской области в составе Ивайтёнского сельского поселения.

## География
Находится в центральной части Брянской области на расстоянии приблизительно 24 км на восток по прямой от вокзала железнодорожной станции Унеча.

## История
Упоминался с середины XIX века как хутор, помещичья усадьба. В середине XX века работал колхоз «Новый труд». На карте 1941 года отмечен как поселок с 22 дворами.

## Население
Численность населения: 49 человек (русские 100 %) в 2002 году, 18 в 2010.